# Alegeri legislative în Statele Unite ale Americii, 1792
Alegerile parlamentare din Statele Unite ale Americii din anul 1792 au constituit un scrutin pentru Camera Reprezentanților Statelor Unite ale Americii din 1792, care a coincis cu realegerea președintelui George Washington. În timp ce Washington devenea președinte ca independent, cei care îl sprijineau (mai exact, susținătorii lui Alexander Hamilton) au format primul partid politic organizat al națiunii americane, Partidul Federalist. Ca raspuns, susținătorii lui Thomas Jefferson și James Madison au creat opoziția înființând Partidul Democrat-Republican. Aceste prime organizații au reprezentat o scindare însemnată în gândirea politică americană. Federaliștii susțineau urbanizarea, industrializarea, mercantilismul, guvernarea centralizată și o mai largă interpretare constituțională. În schimb, democratic-republicanii susțineau o republică agrară bazată pe o agricultură de subzistență și mici guverne locale cu putere limitată. 
În pofida sprijinului aproape unanim pentru Washington, ideile lui Jefferson au ieșit în avantaj la urne în fața gândurilor lui Hamilton, astfel democratic-republicanii au obținut cu 24 de locuri mai mult decât înaintea organizării (în special datorită suplimentării cu noi locuri pentru statele occidentale, unde sprijinul pentru democrat-republicani a fost mai ridicat din cauza agriculturii de aici) și câștigând o majoritate neconvingătoare în legislatură. 
Ar trebui notat că în această perioadă fiecare stat iși stabilea data proprie pentru alegerea Congresului general; cel mai devreme în august 1792 (New Hampshire and Rhode Island) sau cel târziu în septembrie 1793 (Kentucky). Acest articol conține toate alegerile de acest gen până la al III-lea Congres. Alegerile pentru Congres au avut loc atât în anii stabiliți anterior, cât și în ani impari atunci când Congresul era convocat. În unele state delegația congresului nu a fost aleasă până după startul juridic al Congresului (în ziua de 4 martie în anul impar). Acest Congres s-a întrunit la 2 decembrie 1793.

## Rezultate generale
| Partid                            | Total locuri (modificare) | Total locuri (modificare) | Procentajul locurilor |
| --------------------------------- | ------------------------- | ------------------------- | --------------------- |
| Partidul Democrat-Republican, SUA | 54                        | +24                       | 51.4%                 |
| Partidul Federalist               | 51                        | +12                       | 48.6%                 |
| Total                             | 105                       | +36                       | 100%                  |